# Na Wspólnej
Na Wspólnej – polski serial obyczajowy emitowany na antenie TVN od 27 stycznia 2003.

## Historia

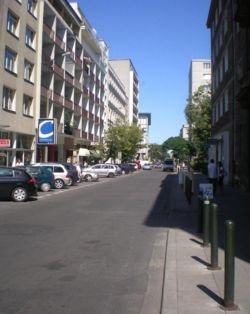
Ulica Wspólna w Warszawie

Osią fabuły są losy przyjaciół, dawnych wychowanków domu dziecka, którzy jako dorośli ludzie zakładają spółdzielnię, zarządzającą apartamentowcem przy tytułowej ulicy Wspólnej 17 w Warszawie.
Na Wspólnej jest międzynarodowym formatem firmy Fremantle. Pierwowzorem formatu jest niemiecki serial codzienny Unter Uns (pol. Między nami), emitowany od 28 listopada 1994 w telewizji RTL. Na Wspólnej jest polską wersją produkcji węgierskiej, noszącej tytuł Barátok közt (pol. Wśród przyjaciół), emitowana w telewizji RTL Klub od 26 października 1998. Po ok. 100 odcinkach serial produkcja zaczęła tworzyć własne scenariusze. Na licencji, oprócz wersji polskiej, powstały także wersja czeska, nosząca tytuł Ulice (pol. Ulica), emitowana od 2 września 2005 w telewizji TV Nova oraz słowacka, nosząca tytuł Medzi nami (pol. Między nami), emitowana w latach 2005–2006 w telewizji Markiza.
Tytułowy utwór wykonał Krzysztof Krawczyk, do którego muzykę skomponowali Krzesimir Dębski i Grzegorz Daroń, zaś tekst napisał Andrzej Ignatowski.
Serial był nominowany do Telekamer. W 2005 nominowany został w kategorii serial, natomiast w latach 2006, 2007 i 2008 nominowany w kategorii serial obyczajowy. Zdobył Telekamerę 2008. W 2011 nominowany został w kategorii serial codzienny, a w 2013 roku otrzymali drugą Telekamerę w tej samej kategorii.
Od pierwszego odcinka serial nadawany był w formacie 4:3, a od lutego 2008 w formacie panoramicznym 16:9. Od 6 września 2010 serial jako drugi z kolei serial codzienny realizowany jest w technologii wysokiej rozdzielczości HD. 
3 września 2008 została wydana książka Elżbiety Bogusławskiej-Przybysz pt. Kuchnia na Wspólnej. Przedstawia ona bohaterów i aktorów serialu Na Wspólnej poprzez pryzmat ich zwyczajów i upodobań kulinarnych. Czytelnik zagląda do kuchni głównych bohaterów i do baru Na Wspólnej.

## Historia emisji
Na Wspólnej kilka razy zmieniało porę emisji, na początku emitowane było od poniedziałku do piątku o 20.10. Od września 2004 skrócono emisję odcinków do czterech razy w tygodniu (od poniedziałku do czwartku) o 21.00. Kilka miesięcy później serial ukazywał się o 20.55. We wrześniu 2008 przeniesiono porę emisji na 20.10 ze względu na konkurencyjny serial M jak miłość, który miał być pokazywany wówczas o 20.40 w TVP2. W miejsce tego serialu pojawił się nowy pt. Barwy szczęścia. Ze względu na malejącą oglądalność Na Wspólnej TVN zdecydował się przenieść serial na godzinę 20.05 po programie Uwaga!. Od 13 stycznia 2014 Na Wspólnej przeniesiono na godzinę 20.15 z powodu emisji programu kulinarnego Doradca smaku, którego emisja przypada na godzinę 20.10. 22 listopada 2007 padł rekord oglądalności serialu – Na Wspólnej obejrzało niemal 5 milionów widzów. W 2009 oglądalność tej produkcji plasowała się ona na poziomie około 2 mln widzów.
Uwaga: tabela zawiera daty odnoszące się wyłącznie do pierwszej emisji telewizyjnej; nie uwzględniono w niej ewentualnych prapremier w serwisach internetowych (np. Player).
| Sezon telewizyjny | Sezon telewizyjny | Odcinki         | Pierwsza emisja telewizyjna (TVN) | Pierwsza emisja telewizyjna (TVN) | Pierwsza emisja telewizyjna (TVN) |
| Sezon telewizyjny | Sezon telewizyjny | Odcinki         | Początek emisji                   | Koniec emisji                     | Pora emisji |
| ----------------- | ----------------- | --------------- | --------------------------------- | --------------------------------- | --- |
| 1                 | 2003              | 1–131 (131)     | 27 stycznia 2003                  | 26 sierpnia 2003                  | poniedziałek–piątek 20.10 |
| 2                 | 2003/2004         | 132–330 (199)   | 1 września 2003                   | 2 lipca 2004                      | poniedziałek–piątek 20.10 |
| 3                 | 2004/2005         | 331–506 (176)   | 6 września 2004                   | 31 sierpnia 2005                  | poniedziałek–czwartek 21.00 |
| 4                 | 2005/2006         | 507–670 (164)   | 5 września 2005                   | 22 czerwca 2006                   | poniedziałek–czwartek 21.00 |
| 5                 | 2006/2007         | 671–833 (163)   | 4 września 2006                   | 21 czerwca 2007                   | poniedziałek–czwartek 21.00 |
| 6                 | 2007/2008         | 834–994 (161)   | 3 września 2007                   | 19 czerwca 2008                   | poniedziałek–czwartek 21.00 |
| 7                 | 2008/2009         | 995–1145 (150)  | 1 września 2008                   | 28 maja 2009                      | poniedziałek–czwartek 20.10 (jesień 2008); poniedziałek–czwartek 20.05 (2008/2009–2014); poniedziałek–czwartek 20.15 (styczeń–maj 2014) |
| 8                 | 2009/2010         | 1146–1302 (157) | 7 września 2009                   | 10 czerwca 2010                   | poniedziałek–czwartek 20.10 (jesień 2008); poniedziałek–czwartek 20.05 (2008/2009–2014); poniedziałek–czwartek 20.15 (styczeń–maj 2014) |
| 9                 | 2010/2011         | 1303–1465 (163) | 6 września 2010                   | 16 czerwca 2011                   | poniedziałek–czwartek 20.10 (jesień 2008); poniedziałek–czwartek 20.05 (2008/2009–2014); poniedziałek–czwartek 20.15 (styczeń–maj 2014) |
| 10                | 2011/2012         | 1466–1622 (157) | 5 września 2011                   | 7 czerwca 2012                    | poniedziałek–czwartek 20.10 (jesień 2008); poniedziałek–czwartek 20.05 (2008/2009–2014); poniedziałek–czwartek 20.15 (styczeń–maj 2014) |
| 11                | 2012/2013         | 1623–1779 (157) | 3 września 2012                   | 13 czerwca 2013                   | poniedziałek–czwartek 20.10 (jesień 2008); poniedziałek–czwartek 20.05 (2008/2009–2014); poniedziałek–czwartek 20.15 (styczeń–maj 2014) |
| 12                | 2013/2014         | 1780–1926 (147) | 2 września 2013                   | 29 maja 2014                      | poniedziałek–czwartek 20.10 (jesień 2008); poniedziałek–czwartek 20.05 (2008/2009–2014); poniedziałek–czwartek 20.15 (styczeń–maj 2014) |
| 13                | 2014/2015         | 1927–2127 (201) | 1 września 2014                   | 27 sierpnia 2015                  | poniedziałek–czwartek 20.15 |
| 14                | 2015/2016         | 2128–2335 (208) | 31 sierpnia 2015                  | 1 września 2016                   | poniedziałek–czwartek 20.15 |
| 15                | 2016/2017         | 2336–2539 (204) | 5 września 2016                   | 31 sierpnia 2017                  | poniedziałek–czwartek 20.15 |
| 16                | 2017/2018         | 2540–2737 (198) | 4 września 2017                   | 30 sierpnia 2018                  | poniedziałek–czwartek 20.15 |
| 17                | 2018/2019         | 2738–2933 (196) | 3 września 2018                   | 29 sierpnia 2019                  | poniedziałek–czwartek 20.15 |
| 18                | 2019/2020         | 2934–3080 (147) | 2 września 2019                   | 28 maja 2020                      | poniedziałek–czwartek 20.15 |
| 19                | 2020/2021         | 3081–3280 (200) | 1 września 2020                   | 31 sierpnia 2021                  | poniedziałek–czwartek 20.15 |
| 20                | 2021/2022         | 3281–3478 (196) | 1 września 2021                   | 25 sierpnia 2022                  | poniedziałek–czwartek 20.15 |
| 21                | 2022/2023         | 3479–3681 (203) | 29 sierpnia 2022                  | 31 sierpnia 2023                  | poniedziałek–czwartek 20.15 |
| 22                | 2023/2024         | 3682–3870 (189) | 4 września 2023                   | 14 sierpnia 2024                  | poniedziałek–czwartek 20.15 |
| 23                | 2024/2025         | 3871–4068 (198) | 26 sierpnia 2024                  | 14 sierpnia 2025                  | poniedziałek–czwartek 20.15 |
| 24                | 2025/2026         | od 4069         | 25 sierpnia 2025                  |                                   | poniedziałek–czwartek 20.15 |

## Obsada[5]
| Aktor                                        | Rola                     | Okres występowania                                     |
| Bożena Dykiel                                | Maria Zięba              | 2003–                                                  |
| Mieczysław Hryniewicz                        | Włodzimierz Zięba        | 2003–                                                  |
| Katarzyna Ptasińska                          | Beata Wójcik             | 2017–                                                  |
| Grzegorz Kwiecień                            | Paweł Wójcik             | 2018–                                                  |
| Julian Studziński                            | Gucio Wójcik             | 2022–                                                  |
| Marta Jankowska                              | Renata Dziedzic          | 2006–                                                  |
| Mariusz Słupiński                            | Sławomir Dziedzic        | 2007–                                                  |
| Maja Andrzejczuk (2008–2013)                 | Daria Dziedzic           | 2008–2013, 2017, 2020–                                 |
| Patrycja Topajew (2017, 2020–)               | Daria Dziedzic           | 2008–2013, 2017, 2020–                                 |
| Lilianna Jakubowska                          | Nina Raczka              | 2021–                                                  |
| Nadia Elwatorska (2021–2022)                 | Zosia Raczka             | 2021–                                                  |
| Julia Horyń (2022–)                          | Zosia Raczka             | 2021–                                                  |
| Anna Guzik                                   | Żaneta Zięba – Szulc     | 2004, 2005–                                            |
| Wojciech Błach                               | Wojciech Szulc           | 2011–                                                  |
| Zuzanna Kaszuba                              | Marysia Szulc            | 2006–                                                  |
| Gustaw Marczak                               | Ludwik Szulc             | 2017–                                                  |
| Sylwia Gliwa                                 | Monika Cieślik           | 2003–                                                  |
| Waldemar Błaszczyk                           | Damian Cieślik           | 2010–                                                  |
| Stanisław i Tomasz Karnowscy (2011–2013)     | Kajetan Cieślik          | 2011–                                                  |
| Mikołaj Szostek (2013–)                      | Kajetan Cieślik          | 2011–                                                  |
| Wojciech Brzeziński                          | Bogdan Berg              | 2012–                                                  |
| Anna Cieślak                                 | Joanna Berg              | 2013–                                                  |
| Wojciech Rotowski                            | Jarosław Berg            | 2012–                                                  |
| Katarzyna Chorzępa                           | Eliza Berg               | 2014–                                                  |
| Jan Leśniewski                               | Jarek „Junior” Zawada    | 2020–                                                  |
| Pola Żak                                     | Hanusia                  | 2020–                                                  |
| Julia Chatys                                 | Katarzyna Berg – Żbik    | 2012–                                                  |
| Michał Mikołajczak                           | Dariusz Żbik             | 2016–                                                  |
| Natan Czyżewski                              | Franciszek Berg          | 2012–                                                  |
| Zoe Messy                                    | Michalina Berg           | 2016–                                                  |
| Bartosz Gomoła                               | Antek Karłowicz          | 2023–                                                  |
| Halina Rasiakówna                            | Róża Paprocka            | 2003–2009, 2011, 2022, 2025–                           |
| Grażyna Wolszczak                            | Barbara Brzozowska       | 2003–                                                  |
| Łukasz Konopka                               | Krzysztof Smolny         | 2011–                                                  |
| Michał Tomala                                | Daniel Brzozowski        | 2003–                                                  |
| Nicola Czerniecka                            | Ada Brzozowska           | 2023–                                                  |
| Fryderyk Szczebel (2003–2007)                | Jakub Brzozowski         | 2003–                                                  |
| Kacper Łukasiewicz (2008–)                   | Jakub Brzozowski         | 2003–                                                  |
| Ignacy Knuth-Sznajder (2014–2015, 2018–2019) | Grzegorz Smolny          | 2014–2015, 2018–2019, 2023–                            |
| Jakub Tofil (2023–)                          | Grzegorz Smolny          | 2014–2015, 2018–2019, 2023–                            |
| Magdalena Alexander                          | Natalia Smolna           | 2014–2015, 2018–2019, 2023, 2024–                      |
| Robert Kudelski                              | Michał Brzozowski        | 2003–                                                  |
| Lidia Sadowa                                 | Iga Przybysz             | 2018–                                                  |
| Bartłomiej Kaszuba                           | Ignacy Brzozowski        | 2008–                                                  |
| Artur Wesołowski (2023)                      | Nadia Brzozowska         | 2023–                                                  |
| Marcelina Sałek (2024–)                      | Nadia Brzozowska         | 2023–                                                  |
| Anna Korcz                                   | Izabela Brzozowska       | 2003–2022, 2023, 2024, 2025–                           |
| Wojciech Wysocki                             | Jerzy Dudek              | 2007–2015, 2017–2021, 2025–                            |
| Karolina Brzosko (2009–2013)                 | Klementyna Dudek         | 2009–2021, 2025–                                       |
| Julia Kostov (2013–2021)                     | Klementyna Dudek         | 2009–2021, 2025–                                       |
| Anna Samusionek                              | Ilona Zdybicka           | 2009, 2012, 2013–2014, 2015–                           |
| Michał Szyszkowski (2015–2016)               | Wiktorek Brzozowski      | 2015–                                                  |
| Kajetan Borowski (2016–)                     | Wiktorek Brzozowski      | 2015–                                                  |
| Waldemar Obłoza                              | Roman Hoffer             | 2003–                                                  |
| Aleksandra Konieczna                         | Honorata Leśniewska      | 2008–                                                  |
| Kazimierz Mazur                              | Kamil Hoffer             | 2003–                                                  |
| Magdalena Kaczmarek                          | Łucja Agier              | 2023–                                                  |
| Anna Niedźwiecka (2013–2018)                 | Ula Hoffer               | 2013–                                                  |
| Sherazade Wolff (2018–2021)                  | Ula Hoffer               | 2013–                                                  |
| Julia Jurek (2022–)                          | Ula Hoffer               | 2013–                                                  |
| Marsel Kanchavali (2023)                     | Ania Hoffer              | 2023–                                                  |
| Kornelia Krynicka (2023–)                    | Ania Hoffer              | 2023–                                                  |
| Joanna Jabłczyńska                           | Marta Leśniewska         | 2003–                                                  |
| Krzysztof Wieszczek                          | Mikołaj Leśniewski       | 2009–                                                  |
| Jakub Wojnarowicz (2008–2009)                | Ksawery Konarski         | 2008–                                                  |
| Maciej Poppe (2009–2018)                     | Ksawery Konarski         | 2008–                                                  |
| Adam Tomaszewski (2018–)                     | Ksawery Konarski         | 2008–                                                  |
| Mateusz Górka (2013–2014)                    | Stefan Leśniewski        | 2013–2014, 2016–2019, 2021–                            |
| Oliwier Bedyński-Michta (2016–2019)          | Stefan Leśniewski        | 2013–2014, 2016–2019, 2021–                            |
| Gabriel Pakieser (2021–)                     | Stefan Leśniewski        | 2013–2014, 2016–2019, 2021–                            |
| Ewa Gawryluk                                 | Ewa Ostrowska            | 2003–                                                  |
| Marek Kalita                                 | Arkadiusz Ostrowski      | 2011–                                                  |
| Aleksander Kalczyński                        | Maciek Rybak             | 2024–                                                  |
| Jakub Wesołowski                             | Igor Nowak               | 2003–                                                  |
| Sonia Mietielica                             | Anka                     | 2024–                                                  |
| Lena Jonik (2010–2013)                       | Julia Nowak              | 2010–                                                  |
| Maja Oświecińska (2014–)                     | Julia Nowak              | 2010–                                                  |
| Kazimierz Wierzbicki                         | Janek Nowak              | 2025–                                                  |
| Lucyna Malec                                 | Danuta Zimińska          | 2005–                                                  |
| Grzegorz Gzyl                                | Marek Zimiński           | 2005–                                                  |
| Oliwia Glanowska (2017–2018)                 | Szymon Zimiński          | 2017–                                                  |
| Tadeusz Kawęcki (2018–)                      | Szymon Zimiński          | 2017–                                                  |
| Anna Kerth                                   | Małgorzata Zimińska      | 2005–2008, 2009, 2010–2012, 2013, 2015–2020, 2022–     |
| Jakub Świderski                              | Błażej Rybiński          | 2016–2020, 2022–                                       |
| Ksawery Płomiński (2017–2018)                | Mareczek Rybiński        | 2017–2018, 2022–                                       |
| Edward Jędruch (2022–)                       | Mareczek Rybiński        | 2017–2018, 2022–                                       |
| Marta Wierzbicka                             | Aleksandra Zimińska      | 2005–2017, 2019, 2022–                                 |
| Mariusz Zaniewski                            | Mariusz Czerski          | 2013–2015, 2023–                                       |
| Maja Mobrouk                                 | Alan Novak Junior        | 2023–                                                  |
| Klementyna Karnkowska                        | Amelia Czerska           | 2023–                                                  |
| Jakub Wiszniewski                            | Alan Novak               | 2022–                                                  |
| Małgorzata Lipmann                           | Lidia Czerska            | 2013–2014, 2023–                                       |
| Renata Dancewicz                             | Weronika Roztocka        | 2003–                                                  |
| Gabriela Jeżółkowska                         | Antosia Roztocka         | 2004–                                                  |
| Krystian Perdjon (2011–2016)                 | Kacper Roztocki          | 2011–                                                  |
| Tomasz Archacki (2016–)                      | Kacper Roztocki          | 2011–                                                  |
| Monika Obara                                 | Ada Wróblewska           | 2012–2013, 2015, 2025–                                 |
| Katarzyna Walter                             | Agnieszka Cheblewska     | 2006–                                                  |
| Tadeusz Huk                                  | Ryszard Cheblewski       | 2015–                                                  |
| Martyna Dudek                                | Malwina Cheblewska       | 2016–2019, 2022–2023, 2025–                            |
| Bartosz Głogowski                            | Sebastian Cheblewski     | 2015–                                                  |
| Dawid Czupryński                             | Bruno Krawczyk           | 2014–                                                  |
| Małgorzata Peczyńska                         | Helena Kopeć             | 2005–                                                  |
| Janusz Chabior                               | Artur Jaśkiewicz         | 2009–                                                  |
| Izabela Dąbrowska                            | Teresa Bednarczuk        | 2009–                                                  |
| Marcin Przybylski                            | Miro                     | 2013–                                                  |
| Łukasz Wójcik                                | Tymon Życiński           | 2015–                                                  |
| Dariusz Wnuk                                 | Robert Tadeusiak         | 2016–                                                  |
| Piotr Cyrwus                                 | Zdzisław Muszko          | 2016–                                                  |
| Tomasz Piątkowski                            | Tomasz Adamski           | 2017–                                                  |
| Zbigniew Suszyński                           | Przemysław Gwiazda       | 2017–                                                  |
| Mariusz Zalejski (2014–2015)                 | Rafał Cielecki           | 2014–2015, 2019–                                       |
| Jacek Kawalec (2019–)                        | Rafał Cielecki           | 2014–2015, 2019–                                       |
| Agnieszka Korzeniowska                       | Matka Elizy              | 2014–2015, 2019–                                       |
| Dariusz Niebudek                             | Andrzej Zakościelny      | 2021–                                                  |
| Magdalena Kacprzak                           | Justyna Zakościelna      | 2021–                                                  |
| Jakub Pruski                                 | Tadeusz Zakościelny      | 2021–                                                  |
| Zuzanna Wieleba                              | Marysia Zakościelna      | 2021–                                                  |
| Przemysław Sadowski                          | Lew Nalepa               | 2021–                                                  |
| Karolina Michałus                            | Maja Maszecka            | 2021–                                                  |
| Robert Wrzosek                               | Jerzy "Szark" Szarkowski | 2021–                                                  |
| Magdalena Majtyka                            | Jagoda Janowicz          | 2021–                                                  |
| Filip Czyżykowski                            | Norbert „Decybel”        | 2022–                                                  |
| Michał Lupa                                  | „Wałek”                  | 2022–                                                  |
| Maciej M. Tomaszewski                        | Karol Wolski             | 2022–                                                  |
| Jan Jakubik                                  | Dariusz „Dex” Wolski     | 2022–                                                  |
| Julia Mika                                   | Łucja „Luśka” Czech      | 2022–                                                  |
| Jowita Chwałek                               | Alicja Myszkowska        | 2022–                                                  |
| Sylwia Wysocka                               | Teresa Boska             | 2017, 2022–                                            |
| Piotr Jankowski                              | Adrian Baliszewski       | 2015, 2016, 2020, 2023–                                |
| Maja Wolska                                  | Brygida Miałczycka       | 2023–                                                  |
| Marcelina Sałek (2023)                       | Oliwia Miałczycka        | 2023–                                                  |
| Melisa Lesiczka (2024–)                      | Oliwia Miałczycka        | 2023–                                                  |
| Dorota Krempa                                | Aneta Siwek              | 2016–2021, 2023–                                       |
| Adrianna Ładno                               | Hela Szczęsna            | 2023–                                                  |
| Paweł Dobek                                  | Tomasz Gębowski          | 2023–                                                  |
| Małgorzata Knothe                            | Krystyna Agier           | 2023–                                                  |
| Alicja Kalinowska                            | Kaja Kasprzyk            | 2023–                                                  |
| Katarzyna Dominiak                           | Matylda Joniec           | 2023–                                                  |
| Anita Jancia                                 | Patrycja Johnson         | 2024–                                                  |
| Przemysław Cypryański                        | Jakub Wójcicki           | 2024–                                                  |
| Agnieszka Bogdan                             | Tamara Wójcicka          | 2024–                                                  |
| Anna Dereszowska                             | Judyta Bradecka          | 2023, 2024–                                            |
| Patrycja Franczak                            | Wiola Wawer              | 2024–                                                  |
| Aleksandra Radwan                            | Agata Kochańska          | 2017–2020, 2024, 2025–                                 |
| Miłosz Kwiecień                              | Staś Tadeusiak           | 2016–2018, 2020–2021, 2025–                            |
| Piotr Fronczewski (głos)                     | Wiktor Brzozowski        | 2003                                                   |
| Ewelina Ruckgaber                            | Sylwia Muszyńska         | 2003                                                   |
| Roksana Krzemińska                           | Małgorzata Reiman        | 2003                                                   |
| Marta Wiśniewska                             | Katarzyna Sarnecka       | 2003, 2004                                             |
| Joanna Kurowska                              | Krystyna Michalska       | 2004                                                   |
| Ewa Skibińska                                | Joanna Rawska            | 2003–2004                                              |
| Wojciech Starostecki                         | Marcin Dembiński         | 2004                                                   |
| Mariusz Pudzianowski                         | Przemas Zieliński        | 2004                                                   |
| Julia Pietrucha                              | Alicja/Julia Furga       | 2003–2004                                              |
| Bohdan Łazuka                                | Lucjan Romani            | 2003–2004                                              |
| Agnieszka Krukówna                           | Iwona Gładczyńska        | 2003–2005                                              |
| Piotr Szwedes                                | Maciej Romani            | 2004–2005                                              |
| Anna Grycewicz                               | Beata Sobolewska         | 2004–2005                                              |
| Marcin Władyniak                             | Konrad Bartczak          | 2003–2005                                              |
| Dariusz Kordek                               | Krzysztof Burza          | 2003, 2005                                             |
| Olga Borys                                   | Jola                     | 2005                                                   |
| Agata Moszumańska                            | Anna Bednarczyk          | 2004–2005                                              |
| Ewa Gorzelak                                 | Gabriela Nowak           | 2003–2005                                              |
| Krzysztof Wakuliński                         | Oskar Madejski           | 2003–2006                                              |
| Maria Pakulnis                               | Sylwia Madejska          | 2005–2006                                              |
| Agata Holc                                   | Suzy Wysocki             | 2004–2006                                              |
| Joanna Kupińska                              | Wiktoria Stahl           | 2004–2006                                              |
| Filip Bobek                                  | „Długi”                  | 2006                                                   |
| Łukasz Nowicki                               | Zygmunt Kraszewski       | 2006                                                   |
| Matylda Damięcka                             | Karolina Brzozowska      | 2003–2005, 2006, 2007                                  |
| Hanna Bieniuszewicz                          | Mirosława Mierzejewska   | 2006–2007                                              |
| Edyta Herbuś                                 | Urszula                  | 2006–2007                                              |
| Grzegorz Wojdon                              | Wojciech Latałko         | 2006–2007                                              |
| Alan Andersz                                 | Paweł                    | 2006–2007                                              |
| Michał Lesień                                | Przemysław G. Wiśniewski | 2007                                                   |
| Jakub Przebindowski                          | Karol Kopczyński         | 2006–2007                                              |
| Robert Janowski                              | Robert Malczewski        | 2003–2006, 2007                                        |
| Artur Chamski                                | Patryk                   | 2007–2008                                              |
| Paulina Klimaszewska                         | Paula                    | 2007–2008                                              |
| Nina Czerkies                                | Lena Twardochleb         | 2008                                                   |
| Sara Stachowiak                              | Tamara Twardochleb       | 2008                                                   |
| Andrzej Deskur                               | Piotr Mierzejewski       | 2006–2008                                              |
| Wojciech Alaborski                           | Jan Roztocki             | 2006–2008                                              |
| Sylwia Oksiuta                               | Lidia Śmigielska         | 2007–2008                                              |
| Jacek Borkowski                              | Mariusz Pęczek           | 2008                                                   |
| Agnieszka Czekańska                          | Alicja Domaniewska       | 2008–2009                                              |
| Sylwia Juszczak                              | Reni Sadowska            | 2005, 2008–2009                                        |
| Krzysztof Kalczyński                         | Jeremi Konarski          | 2007–2009                                              |
| Jacek Poniedziałek                           | Tadeusz Nowicki          | 2009                                                   |
| Leszek Lichota                               | Grzegorz Zięba           | 2004–2006, 2007–2008, 2009                             |
| Izabela Noszczyk                             | Adela Wyrwał             | 2008–2009                                              |
| Maciej Wierzbicki                            | Julian Szczęsny          | 2009                                                   |
| Wojciech Kowman                              | Tomasz Milewski          | 2009                                                   |
| Anna Karczmarczyk                            | Anna                     | 2007–2010                                              |
| Mateusz Mikołajczyk                          | Wojtek                   | 2009–2010                                              |
| Maciej Marczewski                            | Darek Kosiński           | 2009–2010                                              |
| Joanna Liszowska                             | Anita Wrzos              | 2010                                                   |
| Wojciech Medyński                            | Robert Wrzos             | 2010                                                   |
| Patricia Kazadi                              | Beata Dolniak            | 2009–2010                                              |
| Monika Zalewska                              | Marianna                 | 2005, 2010                                             |
| Tomasz Gęsikowski                            | Bartosz Walczak          | 2009–2010                                              |
| Katarzyna Kurylońska                         | Agata                    | 2010                                                   |
| Bożena Adamek                                | Bożena Dziedzic          | 2008–2011                                              |
| Katarzyna Misiewicz                          | Marzena Dziedzic         | 2008–2011                                              |
| Małgorzata Pieczyńska                        | Iga Konarska             | 2007–2011                                              |
| Ewa Kania                                    | Dominika                 | 2007–2011                                              |
| Joanna Moro                                  | Edyta Dudek              | 2006–2008, 2009, 2011                                  |
| Piotr Skarga                                 | Szalej                   | 2011                                                   |
| Jacek Rozenek                                | Eryk Kuśnierz            | 2010–2011                                              |
| Monika Fronczek                              | Dorota                   | 2010–2011                                              |
| Dominika Figurska                            | Nina Lassota             | 2011                                                   |
| Andrzej Blumenfeld                           | Hubert Leszczyński       | 2006–2008, 2010–2011                                   |
| Marek Lewandowski                            | Mirosław Czubak          | 2010–2011                                              |
| Monika Sołubianka                            | Jolanta Czubak           | 2010–2011                                              |
| Maciej Jachowski                             | Piotr Czubak             | 2010–2011                                              |
| Paweł Deląg (2003, 2005, 2006)               | Sebastian Petrus         | 2003, 2005, 2006, 2010–2011                            |
| Robert Jarociński (2010–2011)                | Sebastian Petrus         | 2003, 2005, 2006, 2010–2011                            |
| Tomasz Dedek                                 | Gerard                   | 2011                                                   |
| Paweł Ferens                                 | Jacek Dolniak            | 2009–2012                                              |
| Radosław Pazura                              | Janusz Gajewski          | 2010–2012                                              |
| Dorota Chotecka                              | Sylwia Gajewska          | 2011–2012                                              |
| Stefano Terrazzino                           | Ricardo                  | 2012                                                   |
| Agnieszka Żulewska                           | Maja Kochanowska         | 2008–2009, 2012                                        |
| Marcin Troński                               | Wiktor Kiertyczak        | 2011–2012                                              |
| Małgorzata Rożniatowska                      | Jadwiga                  | 2011–2012                                              |
| Kinga Ilgner                                 | Anna                     | 2011–2012                                              |
| Paweł Marczuk                                | Aleks Krajewski          | 2009–2010, 2012                                        |
| Weronika Książkiewicz                        | Laura Pawłowska          | 2010, 2012                                             |
| Bronisław Biziuk                             | Patryk Gajewski          | 2010–2013                                              |
| Michał Gadomski                              | Bartek Krzeptowski       | 2003–2004, 2013                                        |
| Agata Piotrowska-Mastalerz                   | Tosia Gryzoń             | 2009–2013                                              |
| Katarzyna Pyszyńska                          | Emilia Gryzoń            | 2009–2013                                              |
| Aleksander Dąbrowa                           | Jaś Gryzoń               | 2010–2013                                              |
| Mikołaj Roznerski                            | Olivier                  | 2012–2013                                              |
| Karolina Nolbrzak                            | Magdalena Żebrowska      | 2009–2013                                              |
| Dobromir Dymecki                             | Kazimierz Adamiak        | 2013                                                   |
| Matylda Paszczenko                           | Milena Krauss            | 2011–2013                                              |
| Joanna Trzepiecińska                         | Betty Sulinsky           | 2013                                                   |
| Rafał Cieszyński                             | Paweł Woliński           | 2012–2014                                              |
| Jerzy Schejbal                               | Tadeusz Zieliński        | 2011–2014                                              |
| Agata Góral                                  | Dagmara Kamińska         | 2011–2014                                              |
| Ewa Serwa                                    | matka Magdy              | 2010–2014                                              |
| Mirosław Oczkoś                              | Staszek Kopeć            | 2006–2008, 2010, 2011–2012, 2014                       |
| Aleksandra Mikołajczyk                       | Iwona Majewska           | 2011–2012, 2014                                        |
| Teresa Sawicka (2003–2004, 2006)             | Janina Kosowska          | 2003–2004, 2006, 2014                                  |
| Wanda Neumann (2014)                         | Janina Kosowska          | 2003–2004, 2006, 2014                                  |
| Jan Jankowski                                | Mieczysław Burzyński     | 2010–2011, 2014–2015                                   |
| Wacław Warchoł                               | Szymon                   | 2010–2012, 2014–2015                                   |
| Zbigniew Stryj                               | Adam Roztocki            | 2005–2015                                              |
| Tadeusz Falana                               | Henryk Solski            | 2015–2016                                              |
| Aleksandra Justa                             | Klara Solska             | 2015–2016                                              |
| Dagmara Bryzek                               | Paulina Nowaczyk         | 2015–2016                                              |
| Patryk Bukalski                              | Tomasz Grudniewski       | 2015–2016                                              |
| Renata Berger                                | Helena Smolna            | 2014–2016                                              |
| Katarzyna Kołeczek                           | Julia Zdrojewska         | 2015–2016                                              |
| Rafał Gerlach                                | Leszek Malewicz          | 2015–2016                                              |
| Piotr Michalski                              | Radosław Wichrowski      | 2015–2016                                              |
| Wojciech Pokora                              | Stanisław Niemirowicz    | 2016                                                   |
| Mirosław Baka                                | Janusz Szymaniak         | 2016                                                   |
| Kamila Salwerowicz                           | Teresa Miśkowiec         | 2016                                                   |
| Krzysztof Bochenek                           | Zdzisław Babiński        | 2016                                                   |
| Igor Obłoza                                  | Konrad                   | 2012–2016                                              |
| Przemysław Wyszyński                         | Indiana                  | 2012–2016                                              |
| Dorota Kuduk                                 | Dagmara                  | 2012–2016                                              |
| Julia Trembecka                              | Klaudia Bracka           | 2016                                                   |
| Ilona Lewandowska                            | Gabi                     | 2015, 2017                                             |
| Sylwia Boroń                                 | Miśka Jarecka            | 2016–2017                                              |
| Jadwiga Gryn                                 | Wika Szymańska           | 2016–2017                                              |
| Andrzej Niemirski                            | Jakub Marcinek           | 2015–2017                                              |
| Anna Maria Jarosik                           | Dominika                 | 2017                                                   |
| Magdalena Łoś                                | Łucja Pruska             | 2014–2017                                              |
| Daria Burakowska                             | Barbara Kornacka         | 2016–2017                                              |
| Malwina Dubowska                             | Zofia Kornacka           | 2016–2017                                              |
| Sasha Strunin                                | Natasza                  | 2018                                                   |
| Ilona Wrońska                                | Kinga Brzozowska         | 2003–2018                                              |
| Hanna Stankówna                              | Ludwika Magnowska        | 2008–2015, 2018                                        |
| Wojciech Duryasz                             | Henryk Magnowski         | 2011–2015, 2018                                        |
| Adam Malecki (2005)                          | Marcin Galik vel Woźniak | 2005, 2018                                             |
| Kamil Maćkowiak (2018)                       | Marcin Galik vel Woźniak | 2005, 2018                                             |
| Laura Breszka                                | Natalia Popławska        | 2017–2018                                              |
| Laura Breszka                                | Lena Williams            | 2018–2019                                              |
| Wiktoria Wolańska                            | Ada Poznańska            | 2018–2019                                              |
| Karolina Nowakowska                          | Kalina Jędrzejczyk       | 2016–2017, 2019                                        |
| Michał Więckowski                            | Rafał Jędrzejczyk        | 2016–2017, 2019                                        |
| Karol Pocheć                                 | Sylwek Jędrzejczyk       | 2016–2017, 2019                                        |
| Michał Jurkowski                             | Joachim Trzciński        | 2017–2019                                              |
| Ostap Stupka                                 | Antoni Siemieniuk        | 2017–2019                                              |
| Jowita Budnik                                | Alicja Siemieniuk        | 2018–2019                                              |
| Tomasz Schimscheiner                         | Andrzej Brzozowski       | 2003–2014, 2015, 2016, 2017, 2019                      |
| Maciej Brzoska                               | Olaf Kubicki             | 2014–2019                                              |
| Michał Malinowski                            | Norbert Owczarek         | 2014–2019                                              |
| Agnieszka Michalska                          | Agata                    | 2012                                                   |
| Agnieszka Michalska                          | Wiktoria Kleczewska      | 2019–2020                                              |
| Olha Bosova                                  | Tatiana Uszak            | 2019–2020                                              |
| Michalina Robakiewicz                        | Sandra Gawriłow          | 2015–2020                                              |
| Mariusz Ochociński                           | Michaił Gawriłow         | 2015–2020                                              |
| Łukasz Matecki                               | Piotr Kornacki           | 2015–2017, 2019–2020                                   |
| Ewa Audykowska                               | Alicja Kornacka          | 2015–2017, 2020                                        |
| Piotr Nowak                                  | Marcin Bialski           | 2014–2020                                              |
| Gabriela Frycz                               | Olga Tadeusiak           | 2016–2018, 2020–2021                                   |
| Jan Pęczek                                   | Henryk Kopeć             | 2006–2008, 2011–2012, 2014–2015, 2017, 2019, 2021      |
| Rita Raider                                  | Jagoda Myszkowiak        | 2020–2021                                              |
| Maria Semotiuk                               | Sara Jaśkiewicz          | 2010–2012, 2021                                        |
| Krzysztof Franieczek                         | Edward Krenz             | 2020–2021                                              |
| Monika Pikuła                                | Lidia Warecka            | 2021                                                   |
| Sandra Staniszewska                          | Klaudia Sobieraj         | 2021                                                   |
| Lech Mackiewicz                              | Rafał Sobczak            | 2008–2015, 2016, 2017, 2018, 2021                      |
| Karolina Bacia                               | Anastazja Trzcińska      | 2017–2021                                              |
| Kamil Błoch                                  | Paweł Świerczek          | 2019–2020, 2021                                        |
| Karolina Oldyńska                            | Monika Brzeska           | 2019–2021                                              |
| Grzegorz Wons (2010–2011)                    | Henryk Cieślik           | 2010–2011, 2015, 2021                                  |
| Jan Piechociński (2015, 2021)                | Henryk Cieślik           | 2010–2011, 2015, 2021                                  |
| Katarzyna Galica                             | Agata Sadowska           | 2004–2005                                              |
| Katarzyna Galica                             | Ita                      | 2021                                                   |
| Mateusz Gąsiewski                            | Dominik Kamiński         | 2011–2018, 2020, 2021                                  |
| Wojciech Majchrzak                           | Leszek Nowak             | 2003–2006, 2009–2010, 2016–2017, 2018, 2019, 2021      |
| Mateusz Burdach                              | Kostek                   | 2021                                                   |
| Maciej Kujawski                              | Stefan Dębek             | 2008–2011, 2013–2021                                   |
| Marcin Rogacewicz                            | Adam Namysłowski         | 2020–2022                                              |
| Robert Tondera                               | Marcin Bielik            | 2003                                                   |
| Robert Tondera                               | Mateusz Osuchowski       | 2022                                                   |
| Marta Walesiak                               | Paulina Nalepa           | 2022                                                   |
| Ołeh Sawkin                                  | Borys Orłow              | 2008–2012, 2022                                        |
| Magdalena Nieć                               | Oksana Krajewska         | 2009–2010, 2012, 2022                                  |
| Kamil Krawczykowski (2004–2005)              | Tomasz Nowak             | 2004–2005, 2016–2022                                   |
| Krzysztof Chodorowski (2016–2022)            | Tomasz Nowak             | 2004–2005, 2016–2022                                   |
| Adrian Załęgowski                            | Sylwek Mazurek           | 2021–2022                                              |
| Bartłomiej Kraszewski                        | Jan Warecki              | 2021–2022                                              |
| Karolina Matej                               | Bella Trojanowska        | 2021–2022                                              |
| Maria Niklińska                              | Nicole Sulinsky          | 2011–2019, 2021, 2022                                  |
| Elżbieta Gaertner                            | Irena Kłosowska          | 2005, 2006, 2008, 2011–2012, 2018, 2022–2023           |
| Katarzyna Wajda                              | Anna Kolenda             | 2017–2023                                              |
| Paulina Chapko                               | Elżbieta Marcinek        | 2015–2023                                              |
| Hoai Nam Trinh                               | Pan Van                  | 2016–2018, 2021, 2023                                  |
| Piotr Ligienza                               | Emil Larsson             | 2021–2023                                              |
| Magdalena Celmer                             | Natalia Górska           | 2021–2023                                              |
| Pola Kowalska (2021–2022)                    | Zuzia Górska             | 2021–2023                                              |
| Weronika Kurek (2023)                        | Zuzia Górska             | 2021–2023                                              |
| Dariusz Karpiński                            | Tomasz Myszkowski        | 2022–2023                                              |
| Julia Kamińska                               | Roma Lenarska            | 2017–2019, 2023                                        |
| Bogusława Pawelec                            | Bożena Wielgosz          | 2012–2013, 2015, 2023–2024                             |
| Olgierd Jaworski                             | Jarogniew Bratny         | 2019, 2021–2022, 2023–2024                             |
| Wojciech Skibiński                           | Edward Leśniewski        | 2009, 2024                                             |
| Małgorzata Socha                             | Zuzanna Hoffer           | 2006–2022, 2024                                        |
| Piotr Czarnecki                              | Jan Kłódkowski           | 2022–2023, 2024                                        |
| Alicja Warchocka                             | Mela Chojnacka           | 2021–2023, 2024                                        |
| Eryk Cichowicz                               | Przemysław Smolny        | 2014–2015, 2018–2022, 2023, 2024                       |
| Katarzyna Ucherska                           | Dagmara Świerczek        | 2019–2020, 2021, 2023–2024                             |
| Antek Bartuzin                               | Kacper Świerczek         | 2021, 2023–2024                                        |
| Adam Fidusiewicz                             | Maks Brzozowski          | 2003–2009, 2012–2021, 2023, 2024                       |
| Marcin Chochlew                              | Filip Konarski           | 2003–2012, 2014–2015, 2016, 2019, 2020–2021, 2023–2024 |
| Anna Kózka                                   | Martyna Szulc            | 2012, 2023–2024                                        |
| Julia Lewenfisz-Górka                        | Tosia Lipiec             | 2015–2020, 2023–2024                                   |
| Ada Szczepanik                               | Alina Urbańska           | 2024                                                   |
| Katarzyna Żak                                | Halina Dębek             | 2008–2011, 2013–2021, 2024                             |
| Katia Paliwoda                               | Dorota Rybak             | 2024                                                   |
| Katarzyna Krzyszkowska-Sut                   | Alicja Sobierajska       | 2023–2025                                              |
| Vitalik Havryla                              | Natan Sobierajski        | 2024–2025                                              |
| Justyna Karłowska                            | Klaudia Grzesiak         | 2025                                                   |

## Czołówka
- Pierwsza odsłona czołówki przedstawiała bohaterów w Warszawie. Tło za aktorami było niebiesko-czerwone, natomiast postacie wyróżniono pełnym kolorem. Wraz z ruchem bohaterów przesuwały się napisy (imię postaci oraz imię i nazwisko aktora wcielającego się w postać). Po kilku pierwszych odcinkach do czołówki tej wprowadzono lifting – animacje napisów były inne.
- Zmiana czołówki nastąpiła 4 września 2006 (odcinek 671). Przedstawiono na nich serialowe rodziny i powiązanych ze sobą bezpośrednio bohaterów. Postacie są nieruchome, podpisane wyłącznie imieniem i nazwiskiem postaci, a tło z niebieskiego przeistacza się w czerwone, a następnie nabiera normalnego koloru. Od 761 odcinka zmodyfikowano tę czołówkę: w jednej ze scen usunięto postać Grzegorza Zięby (Leszek Lichota) i umieszczono tam postać Renaty Kraszewskiej (Marta Jankowska). We wrześniu 2007 roku w ostatniej scenie zniknęły z czołówki postaci Gabrieli Góralczyk i Leszka Nowaka, a w ich miejsce pojawili się Grzegorz Zięba i Agnieszka Olszewska. Od lutego 2008 czołówka była dopasowana do formatu 16:9, natomiast od 956 odcinka w ostatniej scenie miejsce Grzegorza Zięby zajął Sławomir Dziedzic.
- Kolejna czołówka została wprowadzona 6 września 2010 (odcinek 1303). Wykorzystano poprzednią koncepcję graficzną, zamieniając jedynie zdjęcia filmami z bohaterami serialu. Do czołówki dodano dzieci bohaterów, a także dodano postacie Jerzego (Wojciech Wysocki), Honoraty (Aleksandra Konieczna), Borysa (Ołeh Sawkin) i Zuzanny (Małgorzata Socha). W czołówce nie pojawiły się postacie grane przez Adama Fidusiewicza (Maks) oraz Annę Kerth (Małgosia).
- Kolejna czołówka serialu pojawiła się 1 września 2014 w odcinku 1927. Motywem tej czołówki jest lot motyla. Pojawiły się w niej postacie Bogdana (Wojciech Brzeziński), Joanny (Anna Cieślak), Katarzyny (Julia Chatys), Franciszka (Natan Czyżewski), Jarosława (Wojciech Rotowski), Elizy (od odcinka 2041) (Katarzyna Chorzępa), Krzysztofa (Łukasz Konopka) i Urszuli (Ania Niedźwiecka), a także powróciła postać Maksa (Adam Fidusiewicz). Natomiast nie pojawiły się postacie Jerzego (Wojciech Wysocki), Izabeli (Anna Korcz), Daniela (Michał Tomala) czy Borysa (Ołeh Sawkin).
- Najnowsza czołówka została wprowadzona 29 sierpnia 2022 w odcinku 3479[6].